# Balanopleon tortuganus
Balanopleon tortuganus är en kräftdjursart som beskrevs av Clements Robert Markham 1973. Balanopleon tortuganus ingår i släktet Balanopleon och familjen Bopyridae. Inga underarter finns listade i Catalogue of Life.